# 索拉普
索拉普（英語：Solapur）是印度的城市，由馬哈拉施特拉邦負責管轄，位於該國中部，面積148平方公里，海拔高度457米，每年平均降雨量751毫米，主要經濟活動有農業和工業，2011年人口4,315,527。

## 外部連結
- Solapur Portal. （页面存档备份，存于）
- Solapur District Portal.
- Solapur Business Directory. （页面存档备份，存于）